# دارين غرير
دارين غرير هو كاتب كندي، ولد في 1968 في هاليفاكس في كندا.